# Frangy-en-Bresse
Frangy-en-Bresse [fʁɑ̃ʒi ɑ̃ bʁɛs] ist eine französische Gemeinde im Département Saône-et-Loire in der Region Bourgogne-Franche-Comté. Sie gehört zum Arrondissement Louhans und zum Kanton Pierre-de-Bresse. Der Ort hat 672 Einwohner (Stand 1. Januar 2022), sie werden Frangypans, resp. Frangypannes genannt.

## Geografie

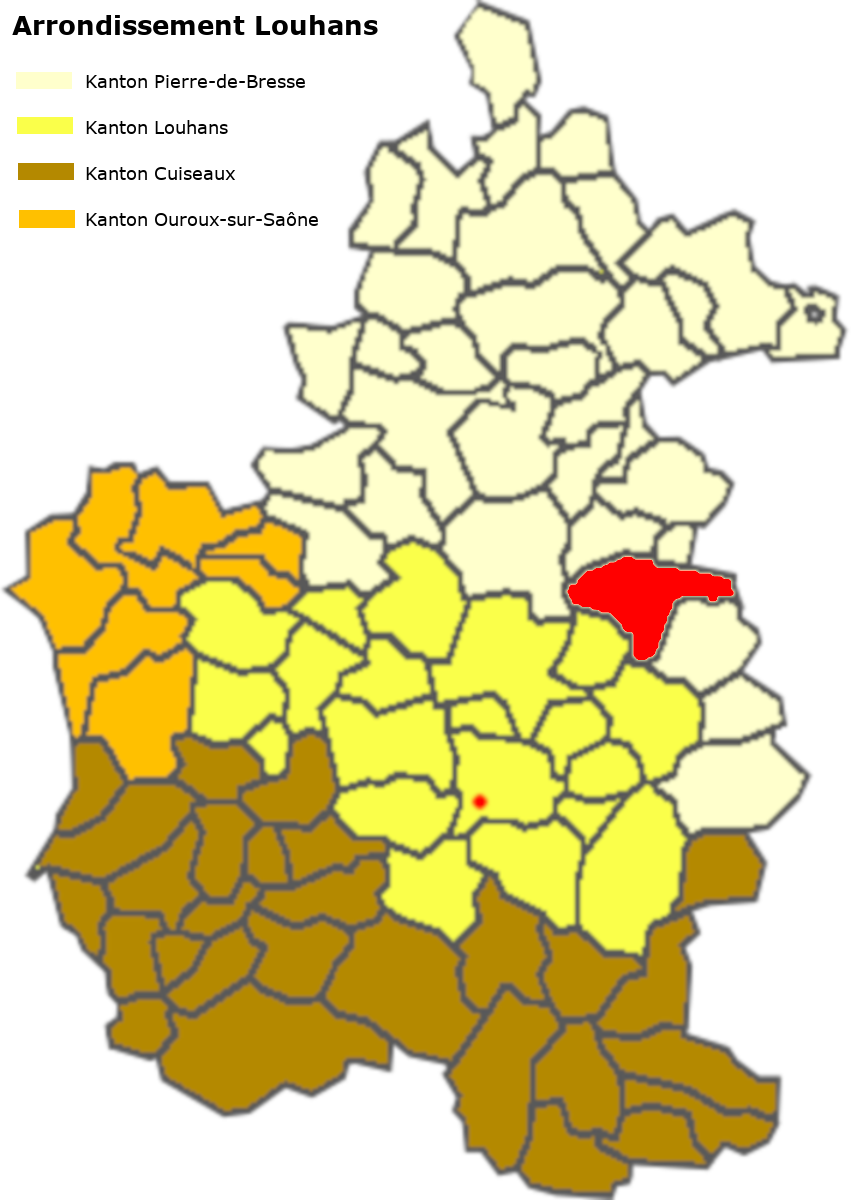
Lage der Gemeinde im Arrondissement Louhans

Die Gemeinde liegt in der Landschaft Bresse, an der Ostgrenze des Département Saône-et-Loire und grenzt an die Gemeinden Cosges und Bletterans, die zum Département Jura gehören. Die westliche Gemeindegrenze bildet die Seille, die auch den Norden der Gemeinde durchfließt. Der Entlastungskanal La Seillette Aval (Le Canal) mündet beim Weiler Clémencey wieder in die Seille. Auf dem Gemeindegebiet münden weitere Gewässer in die Seille: La Seillette Amont (östlich des Ortes), Le Teuil, westlich des Bourg, nachdem er die Gemeinde durchflossen hat und der Ruisseau la Boissine, der einen Teil der südlichen Gemeindegrenze bildet. Einen Teil der östlichen Gemeindegrenze gegen das Département Jura bildet der Ruisseau le Jeanbon, der bei Haut-de-Charnay in die Seillette mündet. Schließlich bildet noch der Bief du Renouillier einen Teil der südlichen Gemeindegrenze, er mündet in Le Teuil bei dessen Eintritt in das Gemeindegebiet.
Von Nordwesten nach Südosten verläuft die Departementsstraße D87 durch das Gemeindegebiet und verbindet Saint-Germain-du-Bois mit Beaurepaire-en-Bresse. Von Nordosten nach Südwesten verläuft die Departementsstraße D23 durch das Gemeindegebiet, kreuzt die D87 und führt weiter nach Montcony. Diese Departementsstraße dürfte sich weitgehend decken mit der Trasse der Römerstraße die Villevieux mit Louhans verband. Auf dem Gemeindegebiet finden sich praktisch keine bewaldeten Flächen, lediglich im Süden kleinere Niederwaldflächen. Zur Gemeinde gehören folgende Weiler und Fluren: Abergement, Beauvoir, Bretins, Champfrenay, Charnay, Clémencey, Communauté, Cornillère, Couvent, Fay, Galarands, Mauperrins, Montots, Moulin-de-Clémencey, Moulin-de-la-Boissine, Moulin-de-la-Ligue, Moulin-de-Servin, Moulin-du-Château, Moulin-du-Haut-de-Charmoy, Pernins, Perriat, Saget, Servin, Suligny, Teuil, Tronchet, Vachetantot, Vêvre, Villeneuve.

### Klima
Das Klima in Frangy-en-Bresse ist warm und gemäßigt. Es gibt das ganze Jahr über deutliche Niederschläge, selbst der trockenste Monat weist noch hohe Niederschlagsmengen auf. Die Klassifikation des Klimas nach Köppen und Geiger ist Cfb ((Gemäßigtes) Ozeanklima). Die Temperatur liegt im Jahresdurchschnitt bei 12,1 °C. Der wärmste Monat ist der Juli mit einer Durchschnittstemperatur von 21,2 °C, der kälteste der Januar mit 3,4 °C. Über ein Jahr verteilt summieren sich die Niederschläge auf 1081 mm, dabei ist der November mit 117 mm der niederschlagsreichste, während Juli als trockenster Monat 72 mm aufweist. Über das ganze Jahr werden etwa 2764 Sonnenstunden gezählt.
|                        | Jan | Feb | Mär  | Apr  | Mai  | Jun  | Jul  | Aug  | Sep  | Okt  | Nov  | Dez |   |      |
| Mittl. Temperatur (°C) | 3,4 | 4,0 | 7,6  | 11,3 | 15,1 | 19,3 | 21,2 | 20,5 | 17,1 | 13,0 | 7,5  | 4,2 | ⌀ | 12,1 |
| Mittl. Tagesmax. (°C)  | 6,3 | 7,7 | 12,1 | 15,9 | 18,5 | 23,8 | 25,9 | 25,6 | 21,5 | 17,0 | 10,6 | 7,0 | ⌀ | 16   |
| Mittl. Tagesmin. (°C)  | 0,7 | 0,7 | 3,3  | 6,5  | 10,4 | 14,3 | 16,3 | 16,0 | 12,8 | 9,3  | 4,5  | 1,6 | ⌀ | 8,1  |
|                        |     |     |      |      |      |      |      |      |      |      |      |     |   |      |
| Niederschlag (mm)      | 98  | 83  | 80   | 90   | 93   | 77   | 72   | 73   | 87   | 104  | 117  | 107 | Σ | 1081 |

| 0,7 |

| 0,7 |

| 3,3 |

| 6,5 |

| 10,4 |

| 14,3 |

| 16,3 |

| 16,0 |

| 12,8 |

| 9,3 |

| 4,5 |

| 1,6 |

| 0,7 |

| 0,7 |

| 3,3 |

| 6,5 |

| 10,4 |

| 14,3 |

| 16,3 |

| 16,0 |

| 12,8 |

| 9,3 |

| 4,5 |

| 1,6 |

## Toponymie
Der Name geht zurück auf die gallo-römische Bezeichnung Frangiacum, die seit 1065 bezeugt ist. Die Bezeichnung weist auf den Besitz eines Frangius hin, bei Grabungen wurde tatsächlich eine gallorömische Siedlung gefunden. Den Zusatz en-Bresse trägt die Gemeinde seit 1952.

## Geschichte
Im Jahre 1111 ist Frangiacum eine Besitzung des Klosters Baume-les-Messieurs. Im 14. Jahrhundert hat eine Familie den Namen des Ortes angenommen, im 15. Jahrhundert gehört die Gegend zum Besitz der Familie der Bouton de Fay, im 17. Jahrhundert wird der Besitz aufgeteilt und gehört großteils den Fyot de la Marche. Der Weiler Clémencey ist ein strategischer Punkt, der die Verbindung zwischen der Schweiz und der Saône hart an der Grenze zur Freigrafschaft überwacht. Im Mittelalter kontrollierten die Herren von Sainte-Croix den Verkehr auf dieser Verbindungsstraße und auf der Seille, die hier schiffbar wurde. Seit 1404 wird die herrschaftliche Mühle erwähnt, vier weitere Mühlen bestanden an der Seillette. die Kirche, die Saint Denis geweiht ist, wurde im 16. Jahrhundert erbaut, vermutlich als Ersatz für eine ältere Kirche, die schon 1111 als Ecclesia de Frangeio erwähnt wurde. In der ersten Hälfte des 17. Jahrhunderts erbaute die Familie Courdier ihren Herrschaftssitz in Abergement, einem Lehen der Herren von Montcony, die Familie La Rodde erbaute ihrerseits ein Schloss in Charnay. Während der Revolution wurde der Sitz der Fyots zerstört. 1881 wurde die Mädchenschule erbaut, die heute die Mairie beherbergt, 1935 wurde eine Mairie-École erbaut. 1988 bestanden 80 Landwirtschaftsbetriebe auf dem Gemeindegebiet.

### Die Herren von Frangy
Frangy-en-Bresse war ein Lehen der Herzöge von Burgund an die Herren Sainte-Croix-en-Bresse.
Der größte Teil des Gemeindegebiets war ein Afterlehen im Besitz eines Guyot de Frangy. 1381 wurde es durch Philippes Bouton übernommen, blieb aber weiterhin ein Afterlehen von Odo de Frangy.
Ein weiteres Lehen war Clémencey (das westliche Gemeindegebiet), wo sich ein Schloss befand, das 1794 zerstört wurde. Es war ein Afterlehen, das 1381 an Philippes Bouton gegeben wurde.
Beide Lehen gelangten 1525 an die de Brancion durch die zweite Ehe von Anne Bouton. Schließlich war es im Besitz der Fyot de la Marche, die schon lange mit den Boutons verschwägert waren. Im 18. Jahrhundert gehörte Frangy-en-Bresse Jean Philippe Fyot de la Marche, Marquis de la Marche, Graf von Bosjean und Dracy, Baron von Mervans und Montpont, der 1772 ohne Nachkommen starb. Die Erbschaft ging an seine Nichte, Marquise de Courteille, die Witwe von Dominique de Barberie.
In Frangy bestanden noch weitere Lehen, die teilweise erst später ausgeschieden wurden:
- L’Abergement gelangte von den de Brancion zur Familie Courdier (Claude und Antoine Courdier waren Kastellane der Kastellanei von Sagy). 1720 wurde das Lehen verkauft an Emiland Reynaud.
- Tronchet war Anfang des 18. Jahrhunderts im Besitz von Denis Courdier, dort bestand auch ein kleines Schloss.
- Charnay: 1560 war Valentin de Brancion Herr von Charnay. Er war verheiratet mit Isabeau de Montconis und ihr Sohn, Philibert de Brancion folgte ihnen 1588 als Herr von Charnay, Frangy und l’Abergement. 1641 gelangte Charnay durch die Heirat an Claude de la Rodde und 1712 an seinen Sohn, der durch Heirat Herr von Montcony wurde. Auch in Charnay bestand ein Schloss, das in den Kriegen zerstört wurde und später durch ein moderneres Schloss ersetzt wurde.

Mit der Französischen Revolution 1789 wurden die Vorrechte des Adels abgeschafft, sie behielten lediglich noch ihre Titel.

### Heraldik
Seit dem 17. September 1993 braucht die Gemeinde das Wappen, das auf die ehemaligen Herren von Frangy-en-Bresse zurückgeht. Die Familie ist ausgestorben, dadurch kann das Wappen durch die Gemeinde frei verwendet werden. Es erscheint heute auf den offiziellen Drucksachen der Gemeinde. Blasonierung: In Blau ein goldener steigender Löwe, in seiner linken Tatze ein silberner Degen mit Goldverzierung.

## Bevölkerung
| Frangy-en-Bresse: Einwohnerzahlen von 1793 bis 2021 | Frangy-en-Bresse: Einwohnerzahlen von 1793 bis 2021 | Frangy-en-Bresse: Einwohnerzahlen von 1793 bis 2021 | Frangy-en-Bresse: Einwohnerzahlen von 1793 bis 2021 | Frangy-en-Bresse: Einwohnerzahlen von 1793 bis 2021 |
| --- | --------------------------------------------------- | --------------------------------------------------- | --------------------------------------------------- | --------------------------------------------------- |
| Jahr |                                                     |                                                     |                                                     | Einwohner                                           |
| 1793 | 1793                                                |                                                     | 1.728                                               | 1.728                                               |
| 1800 | 1800                                                |                                                     | 1.536                                               | 1.536                                               |
| 1806 | 1806                                                |                                                     | 1.863                                               | 1.863                                               |
| 1821 | 1821                                                |                                                     | 1.942                                               | 1.942                                               |
| 1831 | 1831                                                |                                                     | 2.082                                               | 2.082                                               |
| 1836 | 1836                                                |                                                     | 2.100                                               | 2.100                                               |
| 1841 | 1841                                                |                                                     | 1.747                                               | 1.747                                               |
| 1846 | 1846                                                |                                                     | 1.698                                               | 1.698                                               |
| 1851 | 1851                                                |                                                     | 1.717                                               | 1.717                                               |
| 1856 | 1856                                                |                                                     | 1.671                                               | 1.671                                               |
| 1861 | 1861                                                |                                                     | 1.697                                               | 1.697                                               |
| 1866 | 1866                                                |                                                     | 1.692                                               | 1.692                                               |
| 1872 | 1872                                                |                                                     | 1.669                                               | 1.669                                               |
| 1876 | 1876                                                |                                                     | 1.662                                               | 1.662                                               |
| 1881 | 1881                                                |                                                     | 1.636                                               | 1.636                                               |
| 1886 | 1886                                                |                                                     | 1.643                                               | 1.643                                               |
| 1891 | 1891                                                |                                                     | 1.585                                               | 1.585                                               |
| 1896 | 1896                                                |                                                     | 1.545                                               | 1.545                                               |
| 1901 | 1901                                                |                                                     | 1.550                                               | 1.550                                               |
| 1906 | 1906                                                |                                                     | 1.582                                               | 1.582                                               |
| 1911 | 1911                                                |                                                     | 1.565                                               | 1.565                                               |
| 1921 | 1921                                                |                                                     | 1.443                                               | 1.443                                               |
| 1926 | 1926                                                |                                                     | 1.441                                               | 1.441                                               |
| 1931 | 1931                                                |                                                     | 1.328                                               | 1.328                                               |
| 1936 | 1936                                                |                                                     | 1.277                                               | 1.277                                               |
| 1946 | 1946                                                |                                                     | 1.180                                               | 1.180                                               |
| 1954 | 1954                                                |                                                     | 1.066                                               | 1.066                                               |
| 1962 | 1962                                                |                                                     | 951                                                 | 951                                                 |
| 1968 | 1968                                                |                                                     | 795                                                 | 795                                                 |
| 1975 | 1975                                                |                                                     | 696                                                 | 696                                                 |
| 1982 | 1982                                                |                                                     | 656                                                 | 656                                                 |
| 1990 | 1990                                                |                                                     | 552                                                 | 552                                                 |
| 1999 | 1999                                                |                                                     | 576                                                 | 576                                                 |
| 2006 | 2006                                                |                                                     | 592                                                 | 592                                                 |
| 2010 | 2010                                                |                                                     | 642                                                 | 642                                                 |
| 2015 | 2015                                                |                                                     | 629                                                 | 629                                                 |
| 2021 | 2021                                                |                                                     | 667                                                 | 667                                                 |
| Quelle(n): EHESS/Cassini bis 2006, ab 2009 INSEE Anmerkung(en): • Ab 1962 offizielle Zahlen ohne Einwohner mit Zweitwohnsitz • 1840 wird der Weiler Balosle der Gemeinde Saint-Germain-du-Bois zugeteilt • Höchste Einwohnerzahl 1836 mit 2100, tiefste Einwohnerzahl 1990 mit 552 (26,3 % vom Maximum) |                                                     |                                                     |                                                     |                                                     |

| Bevölkerungsstruktur | Anzahl Einwohner | männlich | weiblich | davon Ausländer | Anteil % |
| -------------------- | ---------------- | -------- | -------- | --------------- | -------- |
|                      | 667              | 352      | 315      | 18              | 2,7      |

| Männer | Alterstufe | Frauen |
| ------ | ---------- | ------ |
| 3      | 90 + älter | 12     |
| 46     | 75–89      | 48     |
| 79     | 60–74      | 71     |
| 70     | 45–59      | 66     |
| 50     | 30–44      | 41     |
| 50     | 15–29      | 39     |
| 53     | 0–14       | 38     |

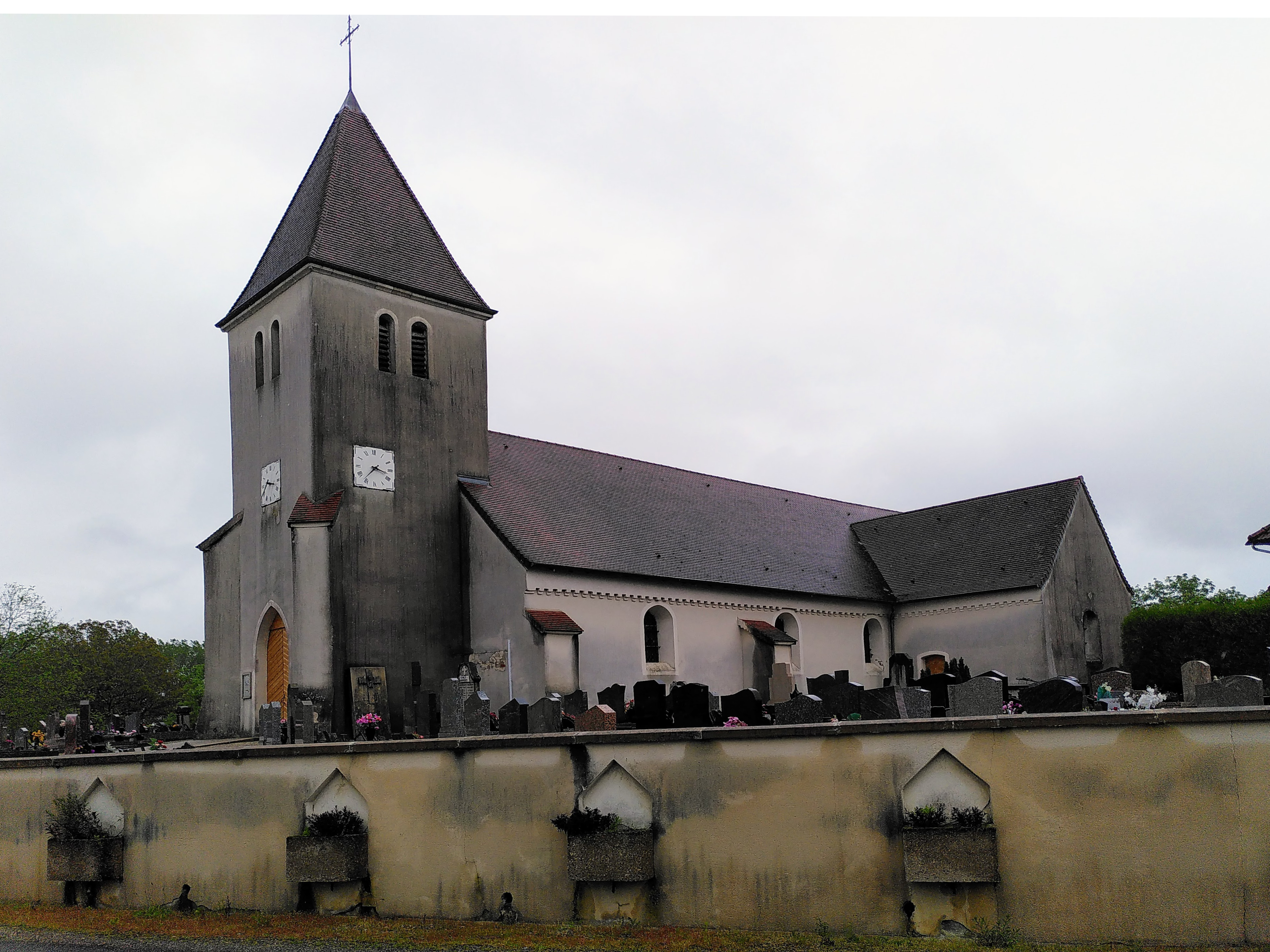
Kirche Saint-Denis in Frangy-en-Bresse

Die Bevölkerungsstruktur zwischen Männern und Frauen weist einen Überhang zugunsten der Männer aus. Sie vertreten 52,8 % der Bevölkerung, wobei 41 % der Bevölkerung jünger als 45 Jahre sind. Demgegenüber sind 39 % der Einwohner älter als 60 Jahre und damit im Rentenalter.
| Wohnstruktur               | Anzahl Wohneinheiten | davon Häuser | Wohnungen | sonstige |
| -------------------------- | -------------------- | ------------ | --------- | -------- |
|                            | 412                  | 396          | 13        | 3        |
| davon Hauptwohnsitz        | 317                  |              |           |          |
| Zweit- oder Ferienwohnsitz | 57                   |              |           |          |
| vakant                     | 38                   |              |           |          |

## Wirtschaft und Infrastruktur

### Unternehmen, Betriebe, Ladengeschäfte und Einrichtungen
In der Gemeinde befinden sich nebst Mairie und Kirche folgende Unternehmen nach Branchen:
| Branche                                                           | Anzahl Betriebe |
| ----------------------------------------------------------------- | --------------- |
| Industrie und verarbeitendes Gewerbe                              | 8               |
| Baugewerbe                                                        | 4               |
| Groß- und Einzelhandel, Verkehr, Beherbergung und Gastronomie     | 5               |
| Information und Kommunikation                                     |                 |
| Finanz- und Versicherungsdienstleistungen                         | 1               |
| Grundstücks- und Wohnungswesen                                    | 1               |
| Freiberufliche, wissenschaftliche und technische Dienstleistungen | 6               |
| Öffentliche Verwaltung, Unterricht, Gesundheits- und Sozialwesen  | 6               |
| Sonstige Dienstleistungen                                         | 5               |
| Land- und Forstwirtschaftsbetriebe                                | 17              |

In der Gemeinde befinden sich eine Metzgerei, ein Coiffeursalon, eine Autogarage, zwei Elektriker und eine Schreinerei/Zimmerei. Ein Tennis-, ein Fußballplatz und eine Post bilden die Infrastruktur der Gemeinde. Für die Güter des täglichen Bedarfs versorgen sich die Einwohner in Saint-Germain-du-Bois oder Saillenard.

### Geschützte Produkte in der Gemeinde
Als AOC-Produkte sind in Frangy-en-Bresse Crème et beurre de Bresse, Volaille de Bresse und Dinde de Bresse zugelassen.

### Bildungseinrichtungen
In der Gemeinde besteht eine École élémentaire Marcel Dandelot, die der Académie de Dijon untersteht und von 44 Kindern besucht wird. Für die Schule gilt der Ferienplan der Zone A.